# Otta (Nigèria)
Otta o Ota és una ciutat de l'estat d'Ogun, a Nigèria, amb uns 163.783 residents que viuen dins o al voltant d' Otta que és la capital de la LGA d'Ado-Odo/Ota. El dirigent tradicional d'Ota o Otta és l'Olota d' Otta, Oba Alani Oyede. Històricament, Otta és la capital dels aworis, un dels grups iorubes.
El 1999, Otta tenia la tercera concentració més gran d'indústries a Nigèria. També posseeix un gran mercat gran i és un nus viari important, just al nord del peatge de l'autopista Lagos-Abeokuta. Otta és també bé coneguda com el lloc de la granja del president nigerià Olusegun Obasanjo, i del Africa Leadership Fòrum.

## Història
El folklore tradicional dels aworis diu que els fill d'Olofin (el rei dels cels dels ioruba), Osolo i Eleidi Atalabi van fundar Otta després d'emigrar del sud des de Isheri. La ciutat es va desenvolupar i finalment va ser localment governada per un oba coronat anomenat el Olota, el privilegi governant del qual va venir de la casa tradicional ioruba d'Ile-Ife. Otta aviat esdevingué important en la producció i venda de cacau. El 1842, l'expansió dels egbes va portar a Ota sota el control d'Abeokuta, tanmateix Otta va conservar una semi-independència dins del regne Egba, i va restar la capital dels aworis.
Al principi dels anys 1900, el govern i l'administració de justícia estava en mans dels membres de la societat fraternal Ogboni un grup tradicional que va fer i va aplicar les lleis. El 1903 les forces policials modernes van ser introduïdes, i van suplantar gairebé completament les funcions del Ogboni als anys 1950.
El 1954, la introducció d'uns impostos nous del Govern Federal va provocar aldarulls a Otta. El 4 de febrer el nou impost va ser anunciat. La societat Aiyepeju Societat i l'Associació Otta de Pagadors d'Impostos van començar a protestar gairebé immediatament. Les protestes van esdevenir violentes quan les multituds agressives van començar destruir propietats. Els aldarulls, que foren coneguts com el "Ponpo Aiyepeju", foren finalment reprimits per la policia nigeriana. Com a seqüeles dels aldarulls, l'Oba Timothy Fadina va ser enviat a l'exili l'11 de maig de 1954.
Otta va començar a créixer com una ciutat industrial i és avui a causa de la planificació de desenvolupament econòmic i la pressió per part de l'Associació de Fabricants de Nigèria i del Cap Bisi Onabanjo, (ex)governador de l'estat d'Ogun Estat. Això va portar a l'assenyalament oficial d' Otta com una ciutat industrial, i el govern estatal va començar a animar indústries per ubicar-se dins i al voltant de la ciutat.

## Població i economia
Els indígenes són predominantment iorubes del grup dialectal Awori. Remunten el seu origen a Ile-Ife i consideren Iganmode com el seu patriarca. Altrea aworis es localitzen al veí 'Estat de Lagos.
L'ocupació principal dels residents a Otta és el comerç i l'agricultura. La procximitat de la ciutat a Lagos i a la ciutat fronterera d'Idiroko ha portat a la creació de dos grans mercats grans: el de Kayero a Sango i Oba T.T. Dada Market al llarg de la carretera d'Idiroko. Aquests mercats són cadascú tan grans que s'arriben a ajuntar i generalment s'esmenten com a Mercat de Sango-Otta.

## Conflicte entre Awori i Owu residents
Hi ha hagut diversos enfrontaments entre residents owus i aworis de l'àrea. L'abril de 2008, els enfrontaments violents van deixar com a mínim sis persones mortes quan aworis i owus van lluitar per la instal·lació per l'Olowu d' Owu d'un Oba a Awori. El governador de l'estat d'Ogun, Gbenga Daniel, va declarar un toc de queda a la LGA d'Ado-Odo/Ota, és a dir a l'àrea de govern local d'Otta.